# Pisonia brunoniana
För andra betydelser, se Fågelfängare
Pisonia brunoniana, ibland kallad fågelfängare , är en städsegrön tvåhjärtbladig blomväxt som bildar buskar eller träd och förekommer på Nya Zeeland, Norfolk Island, Lord Howe Island och Hawaii. Arten är närbesläktad med Pisonia umbellifera och har av vissa auktoriter kategoriserats som samma art. Växten kan bli sex meter hög och han en stam på upp till sex meter i diameter. Trivialnamnet på Hawaii är "Pāpala kēpau" och på Nya Zeeland "parapara" eller "birdcatcher tree" eftersom dess klibbiga frön ibland gör att småfåglar fastnar och dör i träden. De klibbiga fröna är en anpassning för att de ska fastna på större fåglar, exempelvis havsfåglar som då kan föra dem långa sträckor, till andra öar och sprida arten till nya områden. Detta gäller även vissa andra arter inom släktet, varför flera arter kallas fågelfängare och liknande. 

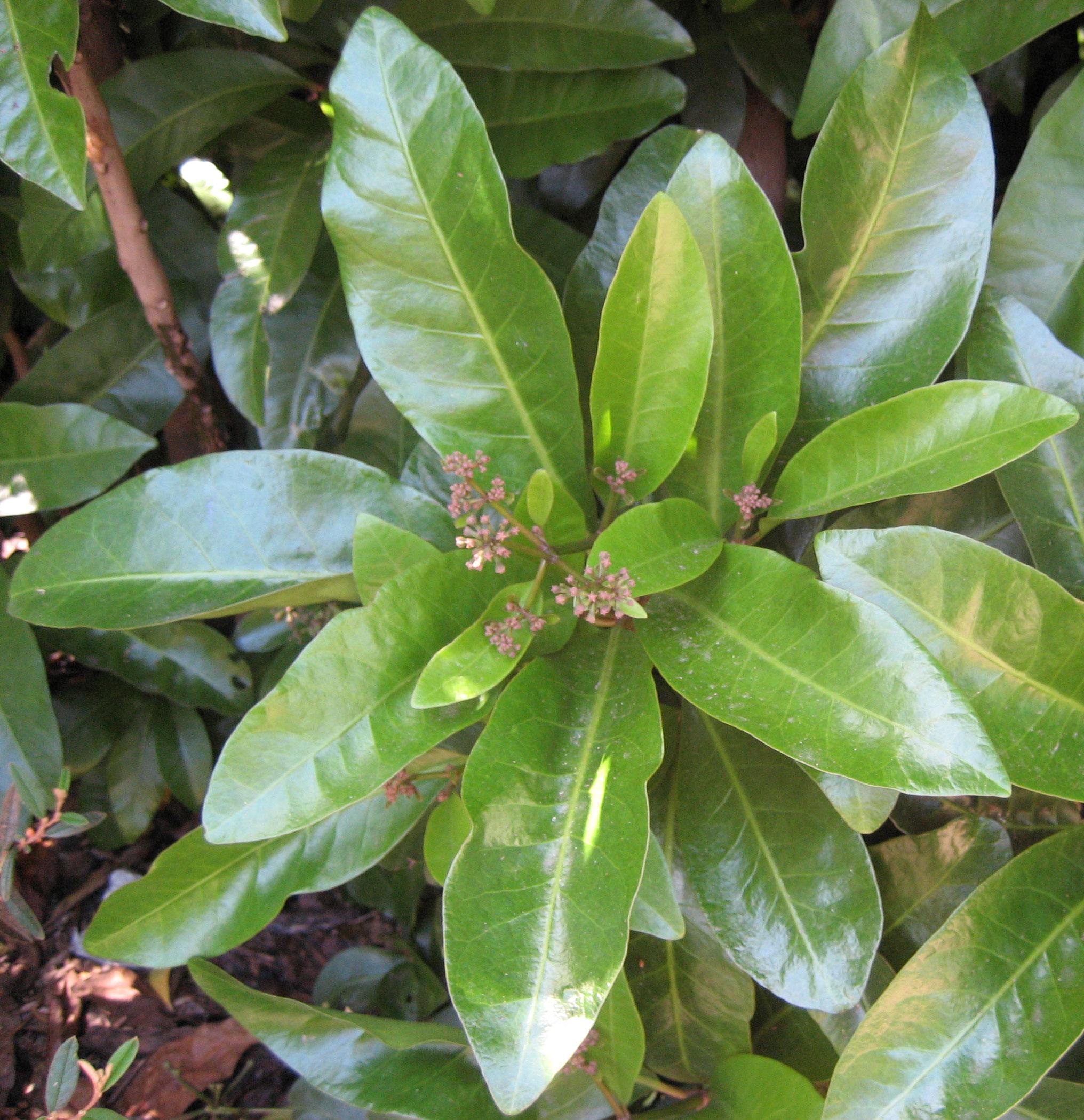
Närbild av Pisonia Brunoniana på Nya Zeeland
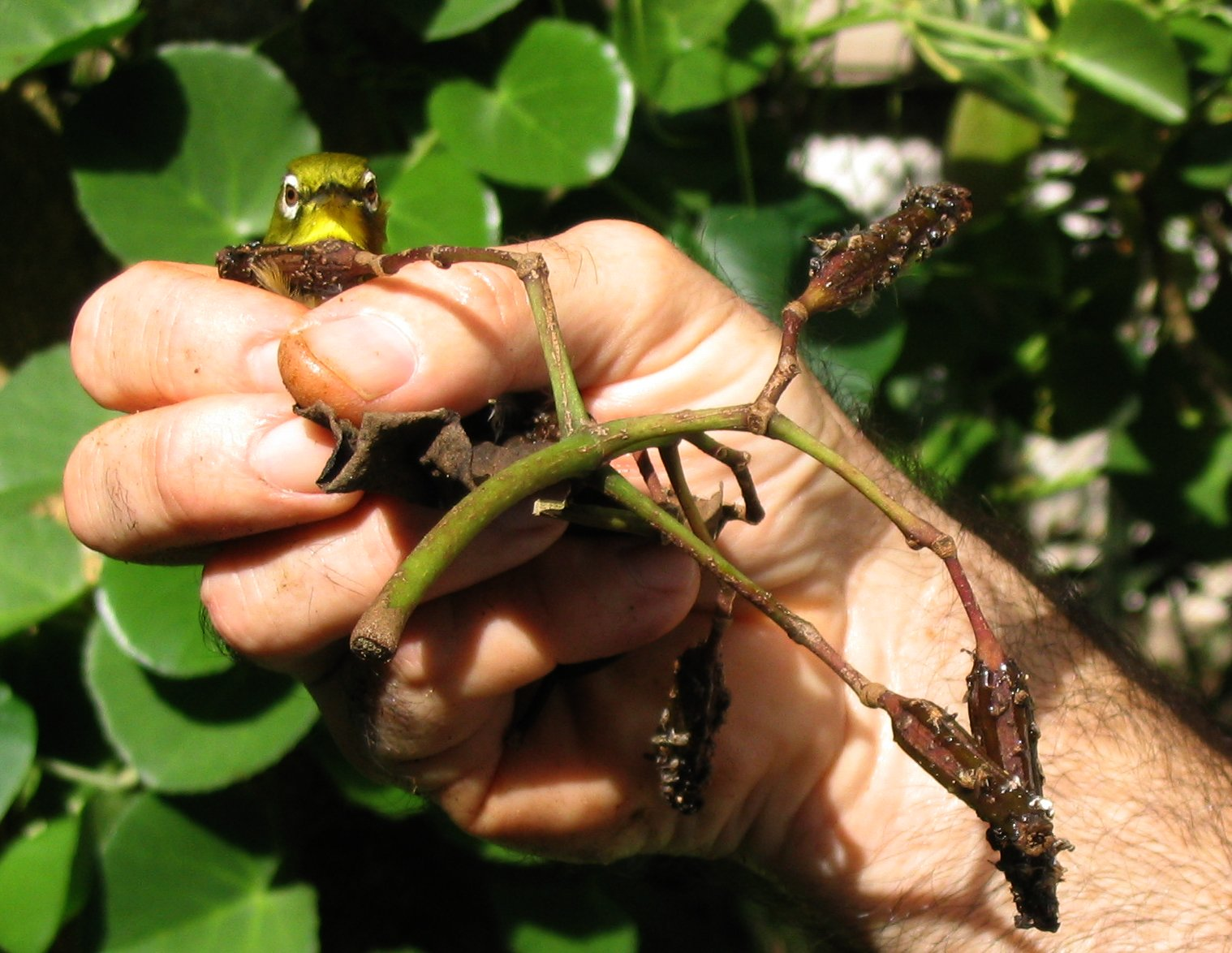
Japansk glasögonfågel som fastnat på de klibbiga frukterna.
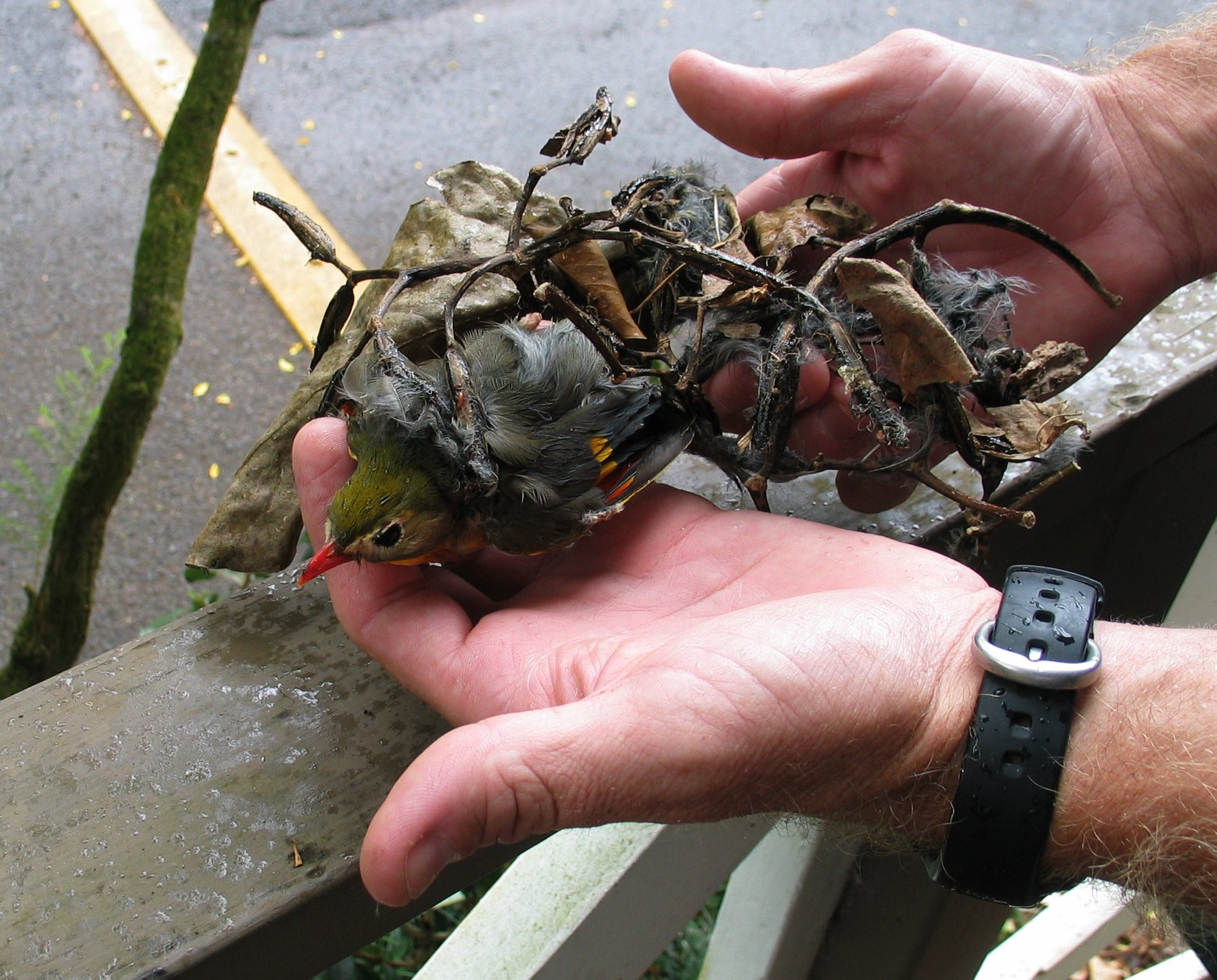
Rödnäbbad sångtimalia som fastnat på trädets frukter.